# Bopo
Bopo est un village du Cameroun situé dans le département de la Meme et la Région du Sud-Ouest. Il fait partie de la commune de Mbonge.

## Population
En 1953 on y a dénombré 119 habitants, puis 135 en 1967, principalement des Bakundu, du groupe Oroko.
Lors du recensement national de 2005, la localité comptait 339 habitants.